# 臺灣日治時期鴉片政策

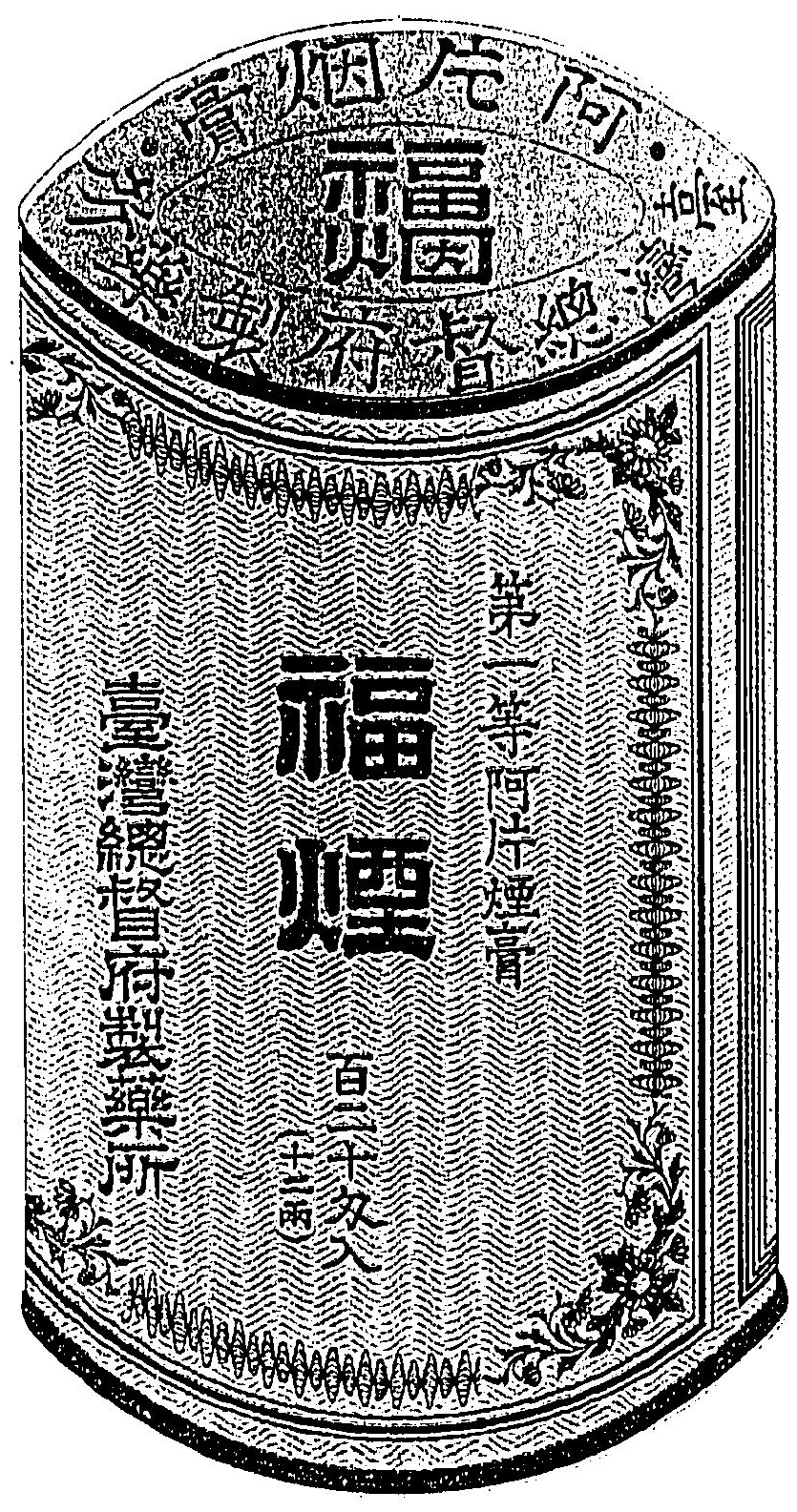
臺灣總督府製藥所 事業年報. 第１−２(明治２９−３１年).p40.鴉片(阿片) 整裝一等品菸膏罐圖

台灣日治時期鴉片政策是台灣日治時期為有效管理吸鴉片人口所採行的政策。首任臺灣總督樺山資紀、後藤新平等人認為，漸進式禁絕鴉片的可行性比直接禁絕高許多。在日治初期，鴉片暴利是總督府的重要財政來源，曾佔當時總財政收入32%。

## 漸禁與嚴禁的爭論
日治初期，日本在爭論鴉片應該漸禁還是嚴禁，後來執行漸禁的原因為
- 認為日本人不易染上鴉片

鴉片與酒相剋論：日本人嗜酒，且當時日本人認為如果同時吸鴉片又喝酒，會吐、很難過。
日本宣傳鴉片危害已經很成功。
日本人性急，不會浪費時間吸鴉片。
鴉片煙氣極臭。
- 當時沒有低痛苦的戒癮療法，怕成癮者受不了。
- 可以藉由鴉片專賣利益來控制本島人，減少抗日人士及匪徒的實力。
- 當時西方國家鴉片管制也極為寬鬆（當時鴉片在西方國家屬於家常藥物，而且許多替代用藥物也尚未出現），鴉片漸禁政策在當時已經是全球最嚴格的鴉片管制政策。
- 鴉片專賣收入高，而當時也沒有將鴉片提煉出藥用嗎啡的方法。（這也是五十年才全面禁絕鴉片的原因）

## 最終成功禁絕的原因
1. 1898年起，芎林文林閣等鸞堂組織開始幫助戒毒癮[4]。
2. 杜聰明等人發明新的戒癮方法，戒癮時低痛苦；在此之前，鴉片成癮者的自然死亡是使用率下降的主因。1946年6月完成最後一位鴉片成癮者的戒除治療。[5]
3. 蔣渭水等人提出給抗議書給日本政府，並在全臺舉辦有關的講座，提高本島人對於鴉片傷害健康的認識。
4. 多種替代藥物出現、降低醫療鴉片的需求；而西方國家也開始認為鴉片類藥物是毒品、應該禁止非醫療用途。
5. 本島人上流社會及知識份子態度丕變：本來吸鴉片是本島人高級社交場所的日常景象，反而是日本警察經常在這種社交場所找麻煩、阻止未成癮者進入這種場所；但在1929年左右，本島人知識份子及上流社會轉向、要求總督府加強戒癮輔導。
6. 醫學進步，鴉片可以提煉藥用嗎啡，而且日本在二戰時需要大量藥用嗎啡。
7. 鴉片收入佔總督府收入比重中銳減，停售鴉片也不會造成財政問題。

## 外部連結
- 台灣日本綜合研究所
- 民視台灣筆記
- 台灣海外網 （页面存档备份，存于）